# Efva Attling

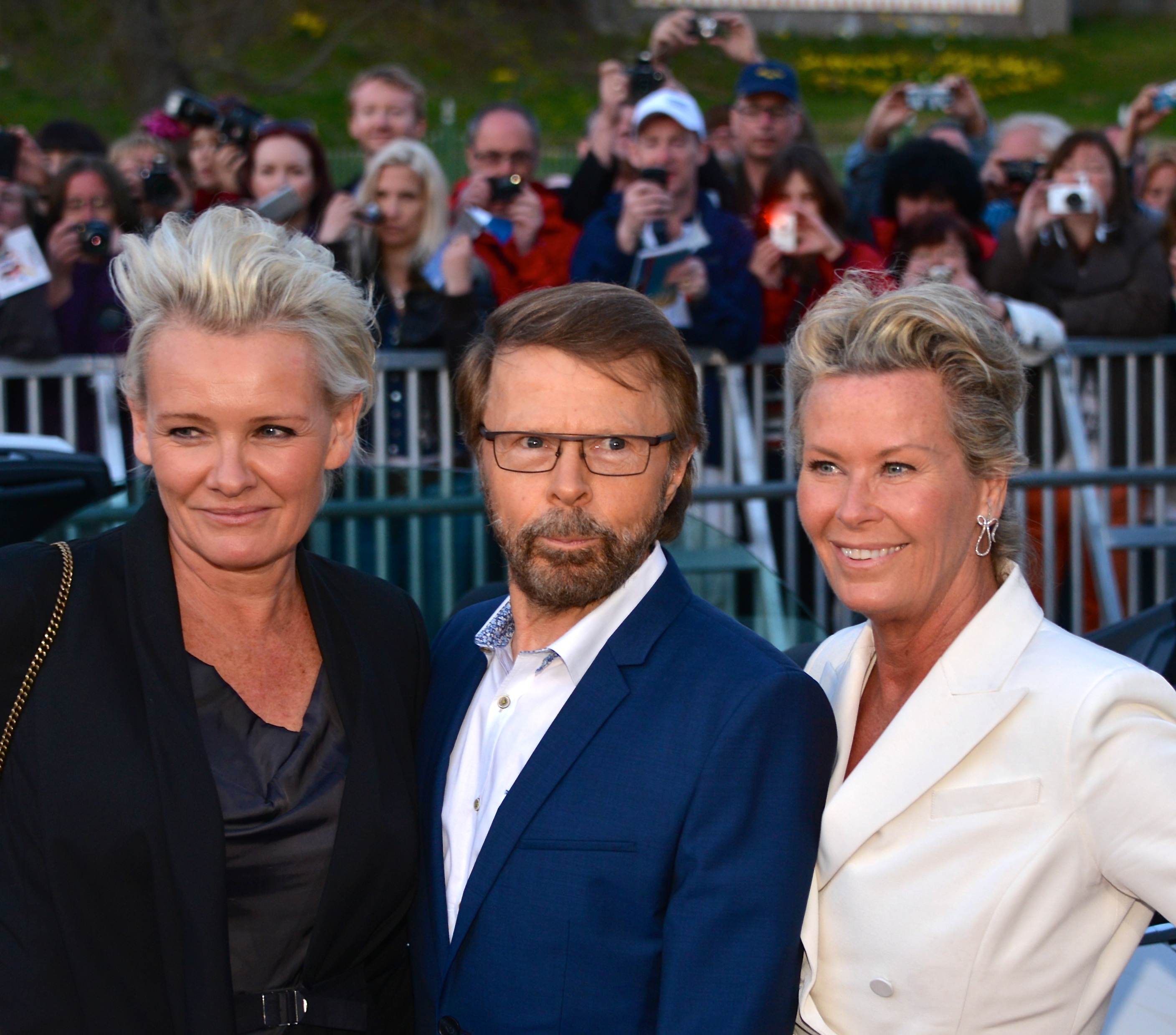
Eva Dahlgren, Björn Ulvaeus och Efva Attling i samband med öppnandet av Abbamuseet den 6 maj 2013.

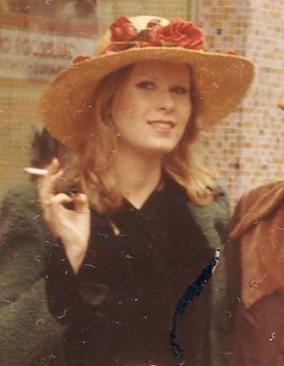
Efva Attling under tiden som fotomodell i London, Kings Road, 5 juni 1971.

Efva Katarina Attling, född 18 februari 1952 i Stockholm, är en svensk formgivare och tidigare fotomodell, dansare samt sångerska. Hon var under 1980-talet medlem av X Models och har som formgivare bland annat skapat (de nya) statyetterna till Grammis samt Polarpriset.

## Biografi
Efva Attling är uppvuxen i en musikalisk familj i Stockholmsförorten Högdalen och har fyra systrar: Susanne, Lena, Louise och Agneta.
År 1969 var hon go-go-flicka i tv-programmet Together, som var Sveriges bidrag till Montreux-festivalen 1969.
Hon arbetade som modell i tolv år innan hon 1981 startade popgruppen X Models, mest känd för låtarna Två av oss och Hemlighet. Attling har som soloartist givit ut albumen Stormvarning (1985), Nerver (1989) och Sanningen ligger på min säng (1997). 
Idag arbetar Attling främst som formgivare och designar smycken i sin ateljé på Södermalm i Stockholm. Hon har ett flertal affärer i Sverige och smyckena säljs runtom i världen. Hon designar även glasögon för Smarteyes och vinglas för Orrefors. Hon har också formgivit två prisstatyetter. Den nya Grammisstatyetten som började delas ut på Grammisgalan i Globen 2008 för 2007 års bästa prestationer inom musiken, samt den nya Polarprisstatyetten som delas ut från och med 2014.

## Familj
Åren 1977 till 1980 var hon gift med musikern Thomas Wiklund, med vilken hon även samarbetade musikaliskt. Efva Attling var mellan 1985 och 1995 gift med Niklas Strömstedt och har två söner med honom, varav en av sönerna, Simon, är låtskrivare. Hon ingick den 25 januari 1996 registrerat partnerskap med Eva Dahlgren. Partnerskapet omvandlades till äktenskap genom borgerlig vigsel den 15 november 2009 på Hotel Rival i Stockholm.

## Utmärkelser
2010 tilldelades Attling Damernas Världs pris Guldknappen i kategorin Accessoar. I april 2011 mottog Efva Attling Kungl. Patriotiska Sällskapets Näringslivsmedalj. Motiveringen inleds: "Efva Attling har genom sin skickliga smyckesdesign fått Efva Attling Stockholm AB att bli ett växande och välslipat varumärke. Samspelet med musik och mode har bidragit till framgångarna." 
1996 tilldelades Attling Allan Hellman-priset tillsammans med Eva Dahlgren.